# Ruschia goodiae
Ruschia goodiae är en isörtsväxtart som beskrevs av L. Bol. Ruschia goodiae ingår i släktet Ruschia och familjen isörtsväxter. Inga underarter finns listade i Catalogue of Life.